# نولان ضيق الأوراق
نولان ضيق الأوراق (الاسم العلمي:Nolana stenophylla) هو نوع نباتي يتبع جنس النولان من فصيلة الباذنجانية.